# Osijeks arkeologiska museum
Osijeks arkeologiska museum (kroatiska: Arheološki muzej Osijek) är ett arkeologiskt museum i Osijek i Kroatien. Det etablerades år 2005 och är inrymt i en historisk byggnad (Stadsvaktens byggnad) vid Heliga Treenighetens torg i den befästa stadsdelen Tvrđa. Osijeks arkeologiska museum är det enda specialiserade museet i östra Kroatien som bedriver forskning och utför utgrävningar. I dess utställningar visas bland annat arkeologiska fynd.  

## Beskrivning och historia
Osijeks arkeologiska museum etablerades den 28 april 2005 genom ett beslut av Kroatiens regering. Sedan Stadsvaktens byggnad i Gamla stan renoverats och anpassats för museets behov öppnade det för allmänheten den 16 november 2007. Vid invigningen deltog bland annat den dåvarande kulturministern Božo Biskupić. Åren 2012–2017 var det arkeologiska museet en del av Slavoniens museum men är sedan dess en fristående kulturinstitution.
Museets utställningsyta uppgår till 980 kvadratmeter. Därtill har byggnaden två salar som används för tillfälliga utställningar och kulturella aktiviteter såsom föreläsningar eller teaterföreställningar. Museet har även ett multifunktionellt atrium med 150 sittplatser. Atriet är täckt med en glaskupol vars yta uppgår till 222,2 kvadratmeter. Utöver dessa utrymmen har museet en 58,7 kvadratmeter stor multimediekonferenssal med 50 sittplatser som används för bland annat banketter.
Museets kontorslokaler och verkstad är belägna i Brožan-huset vid Juraj Križanićs torg i Tvrđa.